# You ain't seen nothin' yet
You ain't seen nothin' yet is een single van Bachman-Turner Overdrive uit 1974.

## Bachman-Turner Overdrive
You ain't seen nothin' yet is een van de drie singles van Bachman-Turner Overdrive die de Nederlandse en Vlaamse hitparades wist te halen. Het is daarbij ook nog de best verkochte single van die band in de Benelux.

## Geschiedenis
Het nummer is een van de toevaltreffers in de popmuziek. De track ontstond als basis/oefentrack voor het inspelen bij de opnamen van het album Not fragile. De track werd daarbij vanuit een instrumentaal nummer dat was gebaseerd op gitaarspel van Dave Mason steeds meer aangevuld, maar Randy Bachman zag er nog geen serieus stuk muziek in. Toen BTO het album had opgeleverd, kwam manager Charlie Fach van Mercury Records met de dooddoener dat er geen bruikbare single op het album stond. In die tijd dachten hardrockers zelden aan singles. De overige bandleden stelden voor de oefentrack er op te zetten. Randy Bachman zag het er nog steeds niet in, maar na drie weken gaf hij zich gewonnen. Hij wilde dit muzikale grapje dan wel op de langspeelplaat zetten, maar de zang moest over. en om You ain’t seen nothin’ yet op het album te krijgen, moesten de overige tracks herschikt worden. Nadat de eerste single Roll on down the highway een veertiende plaats in de Verenigde Staten en een vierde plaats in Canada had gehaald, werd You ain't seen nothin' yet uitgebracht. Het werd een wereldhit, maar ook weer niet zonder slag of stoot. Fach moest opnieuw bij Bachman aandringen om het als single uit te geven, omdat de radiostations in met name de Verenigde Staten het nummer maar bleven draaien. Bachman stemde toe.
Het lied begon als een grapje dat Randy Bachman wilde uithalen met zijn broer Gary, die ten tijde van de opnamen van het album stotterde. Er waren oorspronkelijk twee versies, een met en een zonder gestotter. De versie met het stotteren erop was alleen voor Gary bedoeld, terwijl de andere als de echte versie op het album had moeten komen.

## Tekst/muziek
De hoofdpersoon uit het lied krijgt te maken met een duivelse vrouw met wie hij de liefde bedrijft, en die met grote bruine ogen al stotterend zegt: "You ain't seen nothin' yet. B-, b-, b-, baby, you just ain't seen na, na, nothin yet. Here's somethin' that you're never gonna forget. B-, b-, b-, baby, you just ain't seen na, na, nothin yet."

## Overeenkomsten
De basisakkoorden in het refrein vertonen gelijkenis met die van Baba O'Riley van The Who en het stotteren met My Generation van diezelfde band.

## In de hitlijsten
Het wilde na het uitbrengen van de single in september 1974 in de Verenigde Staten en Canada niet erg vlotten. De plaat kwam in thuisland de Verenigde Staten op 21 september 1974 op de 65e positie binnen in de Billboard Hot 100 en steeg na zeven weken naar de nummer 1-positie. Na twee weken nummer 1 te hebben gestaan zakte de single ineens naar positie 34 om vervolgens weer in de top 10 te belanden, nog steeds een record binnen die hitlijst. Deze wedergeboorte denkt men te kunnen terugvoeren op de plotselinge interesse voor het instrumentale Free wheelin, de B-kant. Het bleef uiteindelijk de enige Amerikaanse nummer 1-hit van BTO; Bachman had wel een andere nummer 1-hit American woman, toen hij nog in The Guess Who speelde.
In Europa werd de single op 11 oktober 1974 uitgebracht en in het Verenigd Koninkrijk deed de single het goed met een 2e positie in de UK Singles Chart als topnotering, Mud met Lonely this Christmas stond verdere stijging in de weg. In Duitsland haalde de single wel de nummer 1-positie, maar kon Michael Holms Tränen lügen nicht niet weerstaan. Ook in Denemarken, Canada en Zuid-Afrika werd de nummer 1-positie behaald.
In Nederland was de plaat op donderdag 21 november 1974 Alarmschijf bij destijds de TROS op de befaamde TROS donderdag op Hilversum 3 en werd een gigantische hit in de destijds twee landelijke hitlijsten op de nationale publieke popzender. De plaat bereikte de 3e positie in zowel de Nederlandse Top 40 als de Nationale Hitparade. De TROS haalde na het stoppen van de zeezenders, per 3 oktober 1974 de Radio Veronica hitlijst, Tipparade en de tipplaat Alarmschijf als A-omroep naar Hilversum 3.
In België bereikte de plaat de 6e positie in zowel de voorloper van de Vlaamse Ultratop 50 als de Vlaamse Radio 2 Top 30. In de voorloper van de Waalse Ultratop 50 werd de 17e positie behaald.

## Hitnoteringen

### Nederlandse Top 40
| Hitnotering: 30-11-1974 t/m 01-02-1975 | Hitnotering: 30-11-1974 t/m 01-02-1975 | Hitnotering: 30-11-1974 t/m 01-02-1975 | Hitnotering: 30-11-1974 t/m 01-02-1975 | Hitnotering: 30-11-1974 t/m 01-02-1975 | Hitnotering: 30-11-1974 t/m 01-02-1975 | Hitnotering: 30-11-1974 t/m 01-02-1975 | Hitnotering: 30-11-1974 t/m 01-02-1975 | Hitnotering: 30-11-1974 t/m 01-02-1975 | Hitnotering: 30-11-1974 t/m 01-02-1975 | Hitnotering: 30-11-1974 t/m 01-02-1975 |
| Week:                                  | 1                                      | 2                                      | 3                                      | 4                                      | 5                                      | 6                                      | 7                                      | 8                                      | 9                                      |                                        |
| -------------------------------------- | -------------------------------------- | -------------------------------------- | -------------------------------------- | -------------------------------------- | -------------------------------------- | -------------------------------------- | -------------------------------------- | -------------------------------------- | -------------------------------------- | -------------------------------------- |
| Positie:                               | 20                                     | 9                                      | 3                                      | 3                                      | 5                                      | 8                                      | 13                                     | 24                                     | 38                                     | uit                                    |

### Nationale Hitparade
| Hitnotering: 30-11-1974 t/m 18-01-1975 | Hitnotering: 30-11-1974 t/m 18-01-1975 | Hitnotering: 30-11-1974 t/m 18-01-1975 | Hitnotering: 30-11-1974 t/m 18-01-1975 | Hitnotering: 30-11-1974 t/m 18-01-1975 | Hitnotering: 30-11-1974 t/m 18-01-1975 | Hitnotering: 30-11-1974 t/m 18-01-1975 | Hitnotering: 30-11-1974 t/m 18-01-1975 | Hitnotering: 30-11-1974 t/m 18-01-1975 |
| Week:                                  | 1                                      | 2                                      | 3                                      | 4                                      | 5                                      | 6                                      | 7                                      |                                        |
| -------------------------------------- | -------------------------------------- | -------------------------------------- | -------------------------------------- | -------------------------------------- | -------------------------------------- | -------------------------------------- | -------------------------------------- | -------------------------------------- |
| Positie:                               | 15                                     | 6                                      | 4                                      | 3                                      | 5                                      | 8                                      | 19                                     | uit                                    |

### Vlaamse Radio 2 Top 30
| Hitnotering: 21-12-1974 t/m 15-02-1975 | Hitnotering: 21-12-1974 t/m 15-02-1975 | Hitnotering: 21-12-1974 t/m 15-02-1975 | Hitnotering: 21-12-1974 t/m 15-02-1975 | Hitnotering: 21-12-1974 t/m 15-02-1975 | Hitnotering: 21-12-1974 t/m 15-02-1975 | Hitnotering: 21-12-1974 t/m 15-02-1975 | Hitnotering: 21-12-1974 t/m 15-02-1975 | Hitnotering: 21-12-1974 t/m 15-02-1975 | Hitnotering: 21-12-1974 t/m 15-02-1975 | Hitnotering: 21-12-1974 t/m 15-02-1975 |
| Week:                                  | 1                                      | 2                                      | 3                                      | 4                                      | 5                                      | 6                                      | 7                                      | 8                                      | 9                                      |                                        |
| -------------------------------------- | -------------------------------------- | -------------------------------------- | -------------------------------------- | -------------------------------------- | -------------------------------------- | -------------------------------------- | -------------------------------------- | -------------------------------------- | -------------------------------------- | -------------------------------------- |
| Positie:                               | 21                                     | 8                                      | 6                                      | 6                                      | 7                                      | 6                                      | 15                                     | 24                                     | 20                                     | uit                                    |

### NPO Radio 2 Top 2000
| Nummer met noteringen in de NPO Radio 2 Top 2000 | '99 | '00 | '01 | '02 | '03 | '04 | '05 | '06 | '07 | '08 | '09 | '10 | '11 | '12 | '13 | '14 | '15 | '16 | '17  | '18  | '19  | '20  |
| ------------------------------------------------ | --- | --- | --- | --- | --- | --- | --- | --- | --- | --- | --- | --- | --- | --- | --- | --- | --- | --- | ---- | ---- | ---- | ---- |
| You ain't seen nothin' yet                       | 895 | 161 | 216 | 192 | 246 | 421 | 267 | 374 | 352 | 314 | 482 | 461 | 533 | 877 | 937 | 639 | 736 | 941 | 1078 | 1639 | 1780 | 1932 |

1. ↑  Een vetgedrukt getal geeft de hoogste notering aan.
2. ↑  Deze tabel is bijgewerkt tot en met de laatste editie (2024).

## Tony Junior & Nicolas Nox
In 2011 maakte het Nederlands dj-duo Tony Junior & Nicolas Nox een nieuwe versie van het nummer in discostijl. You ain't seen nothing yet bereikte in Nederland de 55ste positie in de Single Top 100. In zowel de Nederlandse Top 40 op destijds Radio 538 als de publieke hitlijst; de Mega Top 50 op NPO 3FM werd géén notering behaald. De single bleef op een 5e positie in de Tipparade steken.

## Hitnoteringen

### Single Top 100
| Hitnotering: 16-04-2011 t/m 30-04-2011 | Hitnotering: 16-04-2011 t/m 30-04-2011 | Hitnotering: 16-04-2011 t/m 30-04-2011 | Hitnotering: 16-04-2011 t/m 30-04-2011 | Hitnotering: 16-04-2011 t/m 30-04-2011 |
| Week:                                  | 1                                      | 2                                      | 3                                      |                                        |
| -------------------------------------- | -------------------------------------- | -------------------------------------- | -------------------------------------- | -------------------------------------- |
| Positie:                               | 55                                     | 75                                     | 88                                     | uit                                    |

## Overige versies
Het nummer werd voor allerlei doeleinden gebruikt dan wel misbruikt. Burton Cummings, maatje van Bachman in The Guess Who, nam het nummer op voor zijn eigen eerste soloalbum. De band Bus Stop nam het in 1998 op, Bachman kwam opdagen in de videoclip. Harry Enfield gebruikte het tijdens zijn Smashie and Nicey. In de series Ballykissangel, The Simpsons en Supernatural werd het gebruikt. The Disco Boys maakten hun eigen versie (B-B-B-Baby) voor een sportprogramma. In de film Studio 54 wordt het aan het begin gespeeld. In Joe Dirt werd het nummer ook gebruikt. De Democratische Partij (Verenigde Staten) gebruikte het tijdens de campagne van 2006. De West-Friese dialectband Oôs Joôs bewerkte het nummer als Bier en swere shag.